# Каминский, Иван Илларионович
Каминский Иван Илларионович (бел. Іва́н Іларыё́навіч Камі́нскі; 8 ноября 1919 — 6 октября 1974) — советский военный лётчик. Участник Великой Отечественной войны. Герой Советского Союза (1945). Капитан.

## Биография
Родился 8 ноября 1919 года в крестьянской семье в деревне Мягкие, все жители которой в 1939 году переселены в деревню Моссоры ныне Сенненского района Витебской области Беларуси. Белорус. Окончил Мошканскую неполную среднюю школу в 1936 году и два курса Витебского рабфака Народного комиссариата просвещения.

## Военная служба

Могила Каминского на Восточном кладбище Минска.

В Красной Армии с 1939 года. В 1941 году окончил Энгельсскую военную школу лётчиков. На фронтах Великой Отечественной войны с 1942 года. Воевал на Западном и 3-м Белорусском фронтах. Участник боёв под Москвой, освобождения Орловской, Смоленской областей, белорусских городов — Витебска, Орши, Могилёва, Молодечно, а также Литовской ССР, Польши, боёв в Восточной Пруссии.
Командир звена 10-го отдельного разведывательного авиационного полка (1-я воздушная армия, 3-й Белорусский фронт) кандидат в члены ВКП(б) старший лейтенант Иван Каминский к марту 1945 года совершил двести тридцать девять успешных боевых вылетов, в том числе сто пятьдесят девять — на разведку оборонительных сооружений неприятеля, сфотографировал около двадцати семи тысяч квадратных километров территории дислокации противника.
Указом Президиума Верховного Совета СССР от 29 июня 1945 года за образцовое выполнение боевых заданий командования на фронте борьбы с немецко-фашистскими захватчиками и проявленные при этом мужество и героизм старшему лейтенанту Каминскому Ивану Илларионовичу присвоено звание Героя Советского Союза с вручением ордена Ленина и медали «Золотая Звезда» (№ 8845).

### Послевоенная жизнь
После войны И. И. Каминский продолжал службу в ВВС. Член ВКП(б)/КПСС с 1946 года. С 1947 года капитан Каминский — в запасе.
Жил в столице Беларуси городе-герое Минске. С 1948 года, по окончании республиканской партийной школы при ЦК Коммунистической партии (большевиков) Белоруссии, — на партийной и советской работе. В 1963 году окончил Высшую партийную школу при ЦК КПСС.
Скончался 6 октября 1974 года. Похоронен в Минске на Восточном («Московском») кладбище (участок № 26).

## Награды и звания
Награждён орденом Ленина, тремя орденами Красного Знамени, орденами Александра Невского, Отечественной войны I степени, Красной Звезды, медалями.

## Память
- В Мошканах Сенненского района Витебской области установлен бюст Героя.